# Active sensing
 (août 2014).
L’active sensing est un code MIDI d'usage optionnel permettant à un instrument de détecter un problème de connexion.

## Format et type
- Format : 11111110 (FEH)
- Type : system real time message

## Description
L'active sensing est un message optionnel destiné à surveiller en temps réel le bon fonctionnement d'une liaison MIDI. Cet octet est envoyé de l'émetteur vers le récepteur à un intervalle maximal de 300 millisecondes, et à condition, théoriquement, qu'aucun autre message ne soit transmis. Si le récepteur reconnaît l'active sensing, et dès l'instant où il reçoit un premier message de ce type, il s'attend logiquement à en recevoir régulièrement (au maximum à 300 millisecondes d'intervalle) lorsqu'aucun autre message MIDI ne lui parvient. Si tel n'est pas le cas, il considère la liaison comme défectueuse, coupe toutes ses voies (all notes off) et retourne à son mode d'opération initial. Ce message s'avère particulièrement efficace en cas de déconnexion intempestive des câbles MIDI. À titre indicatif, signalons que les premiers synthétiseurs Yamaha DX7 envoyaient un message du type F0H 43H (system exclusive, identification de la marque Yamaha) en lieu et place de l'active sensing.